# Zeinheim
Zeinheim je občina v departmaju Bas-Rhin francoske regije Alzacija.
Leta 1990 je v občini živelo 149 oseb oz. 61 oseb/km².